# Julián de Brioude

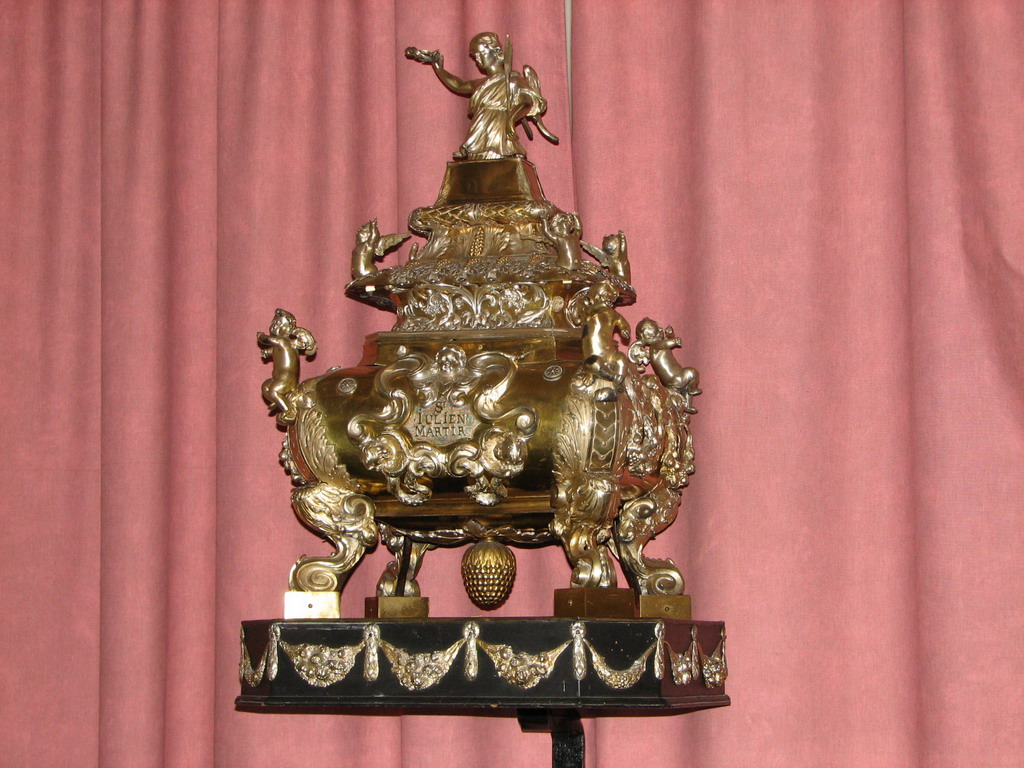
Relicario de St Julien, en Ath (Bélgica)

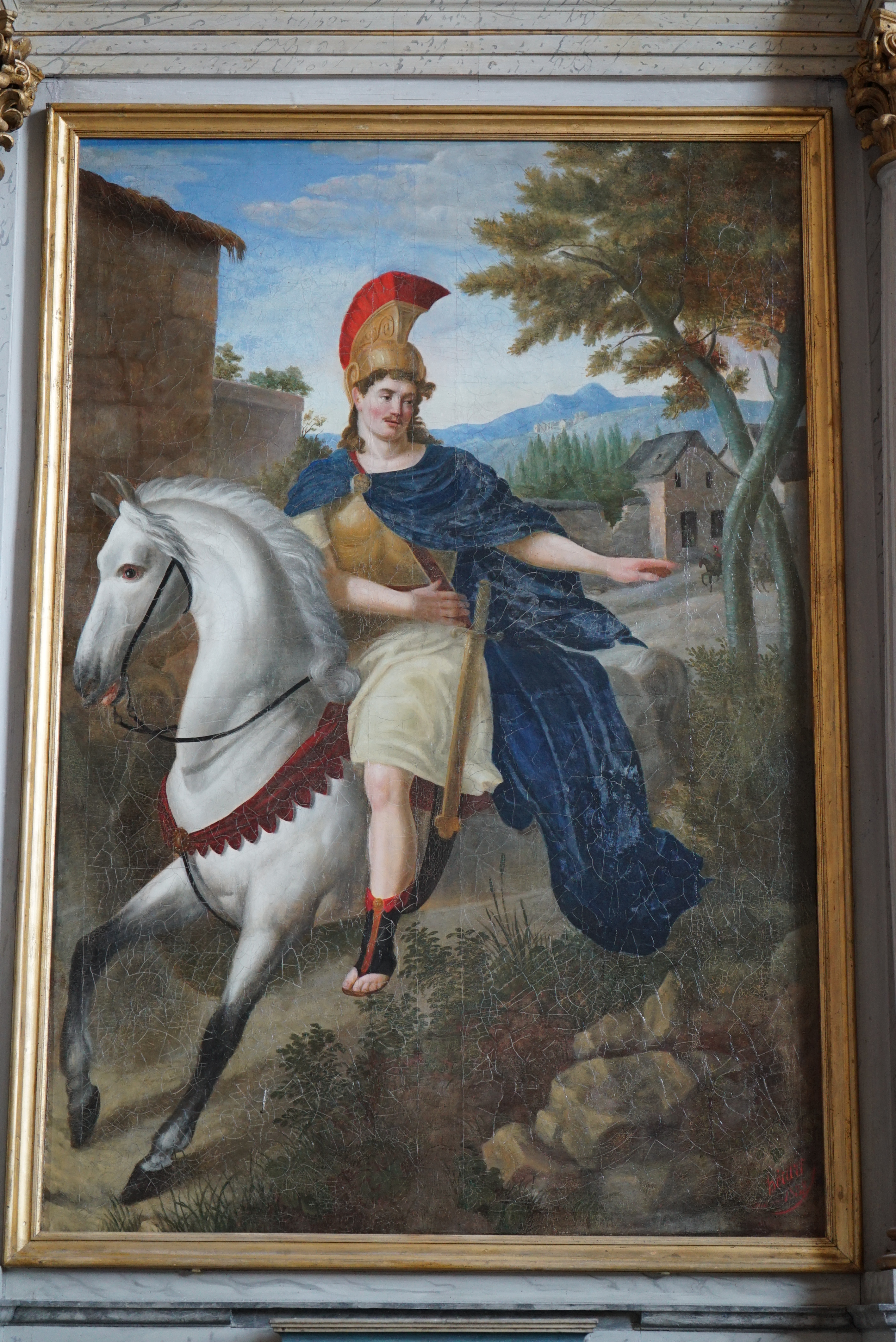
Cuadro de San Julián en la iglesia parroquial de que se conserva en la Iglesia parroquial de Saint-Julien en Baslieux-lès-Fimes

San Julián de Brioude (siglo III) es un mártir de la Iglesia primitiva. Soldado romano convertido al cristianismo, sufrió el martirio en el 304. La basílica de San Julián de Brioude es famosa por haber sido construida sobre su tumba. Su fiesta litúrgica se celebra el 28 de agosto.

## Posteridad

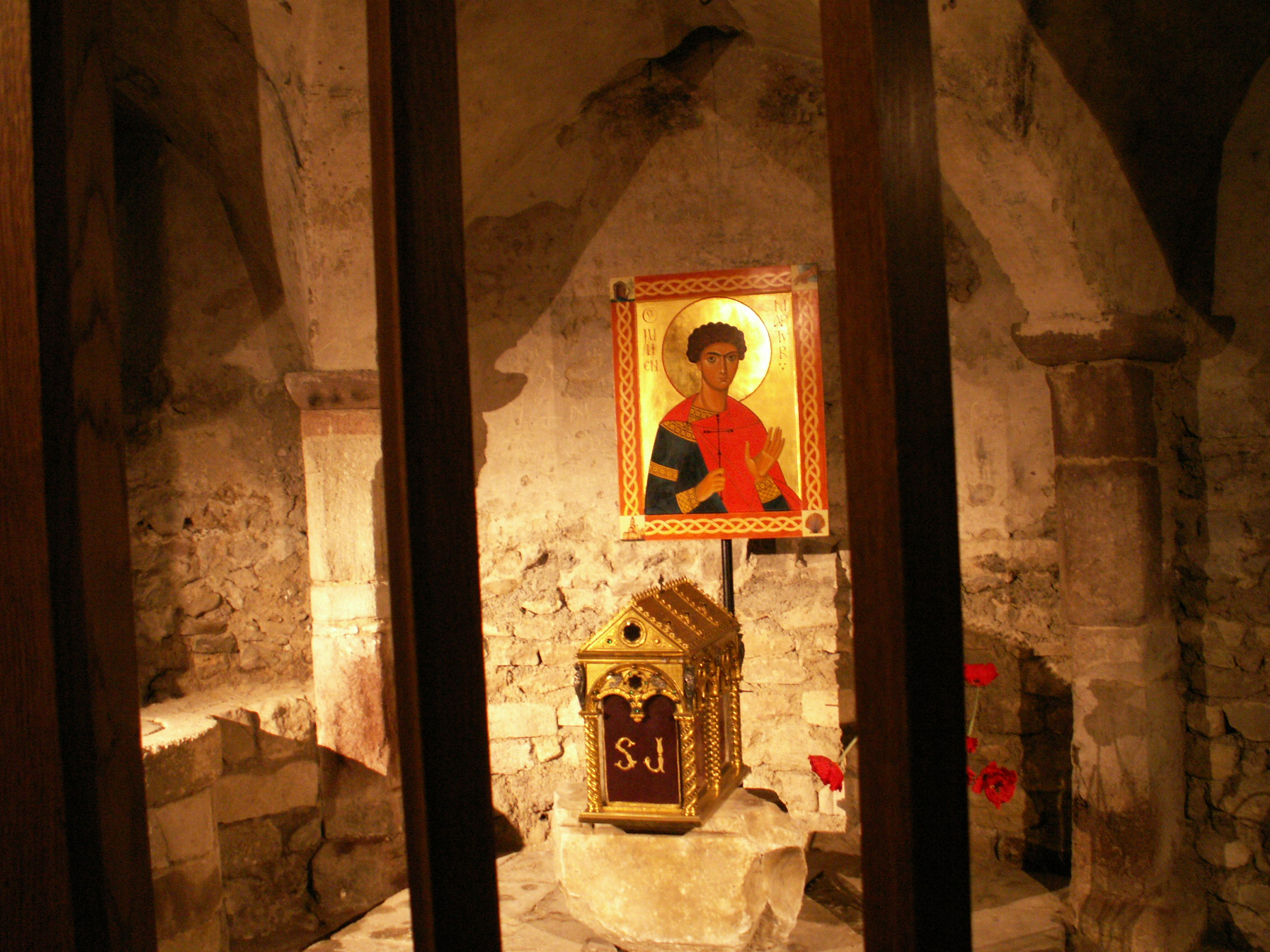
Cripta de la basílica de Brioude: relicario XIX con un icono del siglo XXI siglo que representa a San Julián.